# آکوتاگاوا تاکایوکی
آکوتاگاوا تاکایوکی (به ژاپنی: 芥川 隆行 あくたがわ たかゆき)؛ ۶ مارس ۱۹۱۹ – ۲ اکتبر ۱۹۹۰)، راوی (روایت) و مجری اهل ژاپن بود.
در اکتبر ۱۹۵۱، او به عنوان عضوی از اولین گروه گویندگان به رادیو توکیو (که اکنون TBS نام دارد) پیوست. او در دسامبر ۱۹۵۹ رادیو توکیو را ترک کرد. با استفاده از سبک پخته خود در قصه‌گویی که به سبک آکوتاگاوا معروف است، در درام‌های تاریخی از جمله ۱۳ آدم‌کش (۱۹۶۳) فعال بود.